# Абдуллах ибн Саба
Абдулла́х ибн Са́ба аль-Химьяри (араб. عبد الله بن سبأ‎; VII век) — эпоним одной из самых первых шиитских сект сабаитов, проповедовавшей «крайние» взгляды в отношении Али ибн Абу Талиба. Его часто называли по матери Ибн ас-Сауда́ («сын чёрной»), а также Ибн Вахб и Ибн Харб.

## Биография
Мусульманские историки сообщают, что Абдуллах ибн Саба был йеменским иудеем, который заявил о принятии ислама, но на самом деле мусульманином не стал. Иудейские корни Абдуллаха дали основание противникам шиитов утверждать, что «основы рафидизма заимствованы у иудеев». Он был одним из главных организаторов смуты в Халифате, которая привела к убийству третьего халифа Усмана ибн Аффана. В качестве объекта своих симпатий избрал Али ибн Абу Талиба. Был активным политическим сторонником Али, вёл активную пропаганду в его пользу.
Ссылаясь на Тору, утверждал, что у каждого пророка должен быть наследник духовного завещания (васи). Открыто отрекался от первых халифов и объявил Али ибн Абу Талиба единственным законным преемником Пророка.
Когда Али услышал о том, что Абдуллах ибн Саба объявил Али воплощением Бога, он решил казнить его с группой единомышленников, но Ибн Аббас отговорил его от этого шага. Тогда Али выслал Абдуллаха в Мадаин (Ктесифон). После смерти Али ибн Абу Талиба, он заявил о том, что Али на самом деле не умер, а подобно Исе (Иисусу) вознесся на небеса, а вместо Али убили другого человека. Сам же Али вернется (раджа) на землю для установления справедливости. Некоторые авторы считали Абдуллаха ибн Сабу первым распространителем идеи об «остановке» (таваккуф) имамата Али.